# آپاچی (موشک)
موشک آپاچی (apache) موشک هوابه‌سطح فرانسوی است که به عنوان یک موشک ضدفرودگاه برای تخریب باند فرود هواپیماها طراحی شده و شرکت بین‌المللی موشک‌سازی ام‌بی‌دی‌ای از سال ۲۰۰۱ آن را برای جنگنده‌های داسو رافال و میراژ-۲۰۰۰ نیروی هوایی فرانسه تولید می‌کند.
قدرت تخریبی این موشک از ده بمب خوشه‌ای پنجاه کیلوگرمی گرفته می‌شود که در کلاهک آن حمل می‌شوند. آپاچی یک موشک کروز است و که برد مفیدی بیش از ۱۰۰ کیلومتر دارد و ظاهر جالب توجهی دارد که مشخصا برای پنهان‌کاری بیشتر به این شیوه طراحی شده است.
نیروی پیشرانه آپاچی را یک موتور توربوجت با تراست ۴۱/rn۴ تشکیل می‌دهد. سرجنگی این موشک می‌تواند از انواع مهمات مانند mimosa و samanta و acadi به وزن ۷۴۰ الی ۷۷۰ کیلوگرم باشد.

## مشخصات موشک
- طول: ۴۰۰ سانتیمتر
- قطر: ۶۳ سانتیمتر
- وزن: ۹۸۸ کیلوگرم
- سرعت: ۱۰۰۰ کیلومتر بر ساعت
- برد: ۱۴۰ یا بیش از ۱۰۰ کیلومتر
- پهنای بال: ۲۵۳ سانتیمتر